# Bund der Falschgesichter

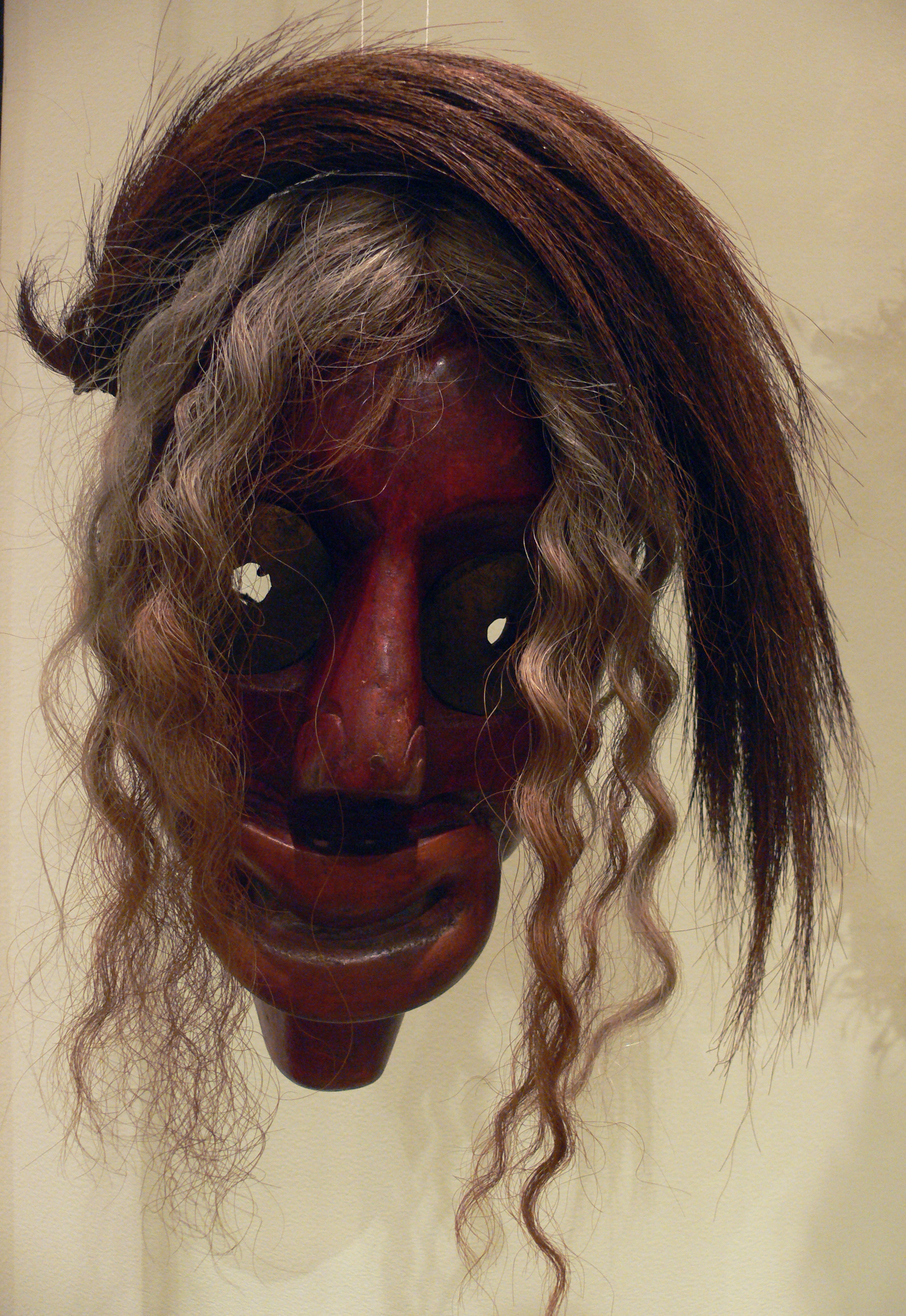
Symbolbild eines Falschgesichtes

Die Falschgesichter sind ein Maskenbund der Irokesen-Indianer.
Dies ist wohl der bekannteste Medizinbund der Irokesen. Es gibt verschiedene Bezeichnungen für die "Hölzernen Masken". Die üblichste ist "Falschgesichter". Die Seneca und die Mohawk nennen sie einfach "Gesichter", die Onondaga dagegen "Buckel", der "Bucklige" (Hunchback). In der Literatur werden sie üblicherweise "Falschgesichter" genannt. Bei den Irokesen selbst ist dieser Bund unter dem Namen Jadigon'sa shono bekannt.
Der Falschgesichterbund trat vor allem bei der Midwinter-Zeremonie in Aktion. Ansonsten wurden die Mitglieder dieses Bundes immer dann aktiv, wenn sie gerufen wurden, um einen kranken Menschen zu heilen.
Um Mitglied im Bund der Falschgesichter zu werden, bedurfte es eines Mittlers, der Interessierte einführte.

## Ritual
Klagte jemand über Kopf-, Schulter- oder Gelenkleiden, so suchte man den Bund der Falschgesichter auf. Man sprach den Masken aber auch die Kraft zu, das Anschwellen des Kopfes, Zahnschmerzen, brennende Augen, Nasenbluten, ein wundes Kinn oder Ohrenschmerzen heilen, aber auch verursachen zu können.
Die Gesichter des Waldes nahmen für sich in Anspruch, Krankheiten kontrollieren und heilen zu können. Sie instruierten die Träumer, was es brauchte, damit ihnen die Gesichter halfen. Sie sollten Gesichter schnitzen, die ihnen glichen. Dann sollten sie ein Fest machen, bei dem sie indianischen Tabak verbrannten und Lieder sangen. Die Tänzer sollten Schildkrötenrasseln tragen.
Die Falschgesichter führen Heilungsrituale mit einer bestimmten Sorte von Holzmasken durch. Zur Zeremonie gehören normalerweise eine Nacherzählung des Mythos des Medizinbundes, eine Anrufung der Geister durch Verbrennung von Tabak, dann das Hauptritual, bei dem die Mitglieder des Bundes durch die Häuser ziehen, um Krankheiten aufzuspüren, und schließlich ein Festmahl.
Neben den Ritualmasken verwenden die zelebrierenden Angehörigen des Bundes Rasseln aus Schildkrötenpanzern, die einen Hinweis auf das Weltbild der Irokesen darstellen, der zufolge die Welt auf dem Rücken einer riesigen Schildkröte ruht. Die Ankunft der Maskenträger der Falschgesichter wird durch Maisstrohgesichter angekündigt, die selbst Masken aus Maiskolbenhüllen tragen.
Finden die Heiler bei ihrem Rundgang einen Kranken, beginnt ein Heilungsritual, bei dem gesungen und wiederum Tabak verbrannt wird. Die Asche wird über die erkrankte Person geblasen. Bei einer anschließenden Zusammenkunft der Stammesgemeinschaft im traditionellen Langhaus können Anwesende um die Behandlung ihrer Leiden bitten. Das Ritual endet mit Tanz, dem Verstreuen weiterer Tabakasche und einem abschließenden Gelage.
Feste Zeiten für die Abhaltung des Heilrituals sind Frühjahr, Herbst und Midwinter. Darüber hinaus kann es auch auf Bitte eines Kranken hin durchgeführt werden.

## Die "Falschen Gesichter"
Die Masken, die der Society ihren Namen gaben, werden vorzugsweise aus dem Holz der Schwarzlinde (Tilia americana) geschnitzt, aber auch andere Holzsorten kommen häufig vor. Sie wurden früher direkt am Baum gefertigt und erst bei ihrer Vollendung aus diesem herausgeschnitten, ohne dass dieser einging. Der Baum wird in einem spirituellen Prozess ausgewählt, bei dem der Künstler so lange umherwandert, bis ihn nach irokesischer Vorstellung ein Geist zum richtigen Baum führt. Der Geist inspiriert auch die konkreten Merkmale der Ausgestaltung der Maske, die letztendlich eine Repräsentation dieses Wesens sein soll.
Die Gestaltung der Masken weist eine weite Bandbreite auf, bestimmte Merkmale sind jedoch den meisten gemeinsam. So sind sie meist mit langen, schwarzen oder weißen Pferdehaaren geschmückt. Vor der Einführung von Pferden durch die Europäer waren stattdessen Büffelhaare oder Hüllen von Maiskolben üblich. Die Augen sind tiefliegend und werden durch Metallbeschläge betont. Außerdem verfügen die Masken häufig über lange und krumme Nasen, oft regelrechte Hakennasen. Im Übrigen sind die Gesichtsmerkmale sehr unterschiedlich.
Die Bemalung erfolgt mit roter und schwarzer Farbe: Rote Masken wurden am Morgen begonnen, während die Arbeit an schwarzen Masken am Nachmittag beginnt. Letztere werden als weniger mächtig erachtet. In beiden Farben bemalte Masken repräsentieren Geister mit "geteilten Körpern". Während früher die Bemalung allgemein farbenfroher war, herrschen heute rote Masken vor.
Der Falschgesichterbund kennt verschiedene Klassen von Masken. Die Anzahl und Art der Klassen ist umstritten, sieht ungefähr wie folgt aus:
- Türhüter- oder Doktormasken (doorkeeper or doctor masks)
- Tanzmasken (dancing masks)
- Bettlermasken (beggar masks)
- Geheimmasken (secret masks)

Die Bettler- oder Diebesmasken geben keinen Teil der wirklichen Gesellschaft wieder. Die Geheimmasken werden niemals in öffentlichen Zeremonien im Rathaus bei der Midwinter-Zeremonie gebraucht.
Die Masken können nicht nur durch ihre Form beziehungsweise durch ihr Aussehen kategorisiert werden, sondern auch durch ihre Funktion. Die Rolle, in der die Maske verwendet wird, ist sogar von größerer Wichtigkeit als ihre Form. So nimmt das Tanzen, das Handeln des Trägers allgemein eine zentrale Position ein. Das Gelingen einer Zeremonie hängt weitgehend vom Talent der Maskenträger ab. Es ist sehr wichtig, dass sie gut tanzen und sich gut darstellen können.
Traditionalisten lehnen die Bezeichnung als Masken ganz ab, da es sich um lebende Verkörperungen von Geistern handle und nicht um bloße Objekte. Dementsprechend werden die Masken auch behandelt; "ernährt" werden sie mit Tabak.
Stirbt ein Mitglied des Falschgesichterbundes, so vermacht er seine Maske seinen Kindern. Ist er aber kinderlos, so kann er verlangen, dass seine Maske mit ihm begraben wird.
In der jüngeren Zeit sind die Masken ein umstrittenes Thema geworden, seitdem stammesangehörige Kunsthandwerker Ritualmasken herstellen, um sie als Souvenirs an Touristen und Sammler zu verkaufen. Die Führung der Irokesen reagierte auf diese als Kommerzialisierung der Tradition empfundene Entwicklung mit der Verabschiedung einer Resolution gegen den Verkauf der heiligen Masken. Sie bitten darin auch Sammler und Museen, bereits erworbene Masken zurückzugeben.
Die übrigen spezifischen Gegenstände der Gesellschaft beziehen sich auf die irokesische Legende. Sie bestehen aus den Masken, den Schildkrötenrasseln, den Rindenrasseln, einem Pfahl, an dem eine Maisstrohmaske befestigt ist, einem kleinen hölzernen Falschgesicht, einer kleinen Schildkrötenrassel und einem Tabakkorb.

## Ursprungsmythos und historische Gründung
Die Überlieferung der Irokesen führt die Tradition des Medizinbunds auf den "Geistermedizinmann" (Spirit Medicine Man) zurück, dem für seine Liebe zu allen Wesen Heilkräfte verliehen waren. Dieser führte einen Wettbewerb mit einem Fremden darum, wer von beiden einen Berg bewegen könne. Der Fremde brachte den Berg zum Beben, worauf der Geistermedizinmann ihm große Fähigkeit, aber mangelnden Glauben bescheinigte. Er selbst bewegte den Berg mit einem Ruck derart, dass er den Fremden ins Gesicht traf und es zerschmetterte. Der Geistermedizinmann heilte ihn sofort wieder und brachte ihm seine Heilkunst bei. Der namenlose Fremde wurde so zum großen Heiler Old Broken Nose (wörtl. "Alte gebrochene Nase"), den die Rituale seitdem ehren und dessen Antlitz mit der vom Berg gebrochenen Nase die Masken zeigen. In verschiedenen Versionen der Geschichte tritt eine Schöpfergottheit an die Stelle des Geistermedizinmanns, während der Fremde Namen wie "Falsches Gesicht" (False Face) oder "das Große Gesicht" (Great Face) trägt.
Die oben genannte Legende ist nicht die einzige. Die Seneca kennen zwei, welche den Ursprung der Gesellschaft erklären, die Mohawk kennen sogar deren drei. Diese Geschichten erklären den Ursprung der verschiedenen Klassen der Masken.
Über das Alter der Gesellschaft streiten sich die Experten. Es gibt tatsächlich nur wenige frühe Berichte über die Kultur der Irokesen. Trotzdem ist ein früher Ursprung der Gesellschaft nicht ausgeschlossen, zumal deren Zeremonien meist geheim abgehalten werden. Ein weiteres Indiz, das für eine frühe Existenz dieses Bundes spricht, sind die Funde von steinernen Töpfen und Pfeifen, auf denen Gesichter gehauen worden waren, die den Falschgesichtern gleichen. Die Literatur erwähnt die Falschgesichter erstmals 1851 durch Lewis H. Morgan.